# Leo Genn
Leopold John Genn (ur. 9 sierpnia 1905 w Londynie, zm. 26 stycznia 1978 tamże) – angielski aktor filmowy, teatralny i telewizyjny oraz barrister. Nominowany do Oscara za drugoplanową rolę Gajusza Petroniusza w filmie Quo Vadis (1951).
Studiował prawo w St Catharine’s College na Uniwersytecie Cambridge. W czasie II wojny światowej służył w artylerii British Army. Swoje wykształcenie prawnicze wykorzystał pracując jako śledczy i oskarżyciel ze strony brytyjskiej w procesie zbrodniarzy wojennych z obozu Bergen-Belsen. Na scenie zadebiutował w 1930. Pierwszą rolą filmową była postać Shylocka w Immortal Gentleman (1935).

## Filmografia
- 1938: Pigmalion jako książę (niewym. w czołówce)
- 1944: Henryk V jako Karol d’Albret
- 1945: Cezar i Kleopatra jako Bel Affris
- 1948: Kłębowisko żmij jako doktor Mark Kik
- 1951: Quo Vadis jako Gajusz Petroniusz
- 1952: Podróż ku Nowemu Światu jako William Bradford
- 1956: Moby Dick jako oficer Starbuck
- 1962: Najdłuższy dzień jako brygadier Edwin P. Parker Jr.
- 1963: 55 dni w Pekinie jako Rong Lu
- 1974: Jest pan wolny, doktorze Korczak jako Henryk Goldszmit (Janusz Korczak)